# Provisoriska IRA
Provisoriska IRA (engelska: Provisional IRA, PIRA eller the Provos; iriska: Óglaigh na hÉireann) är en paramilitär republikansk organisation som är inblandad i konflikten i Nordirland. Organisationen spårar sina rötter från den ursprungliga Irländska republikanska armén (vardagligt IRA) som bildades i början av 1900-talet, men som 1969 splittrades till Officiella IRA och Provisoriska IRA. Provisoriska IRA blev senare den mest kända och aktiva grenen.

## Historia

### Konflikten mellan republikaner och lojalister
I samband med delningen av Irland, i och med Anglo-irländska avtalet 1921, då Irland fick visst självstyre men Nordirland fortsatt var en del av Storbritannien utbröt Irländska inbördeskriget. Nordirland kallades Ulster efter ett historiskt grevskap med ungefär samma omfattning. En av parterna kallade sig Irländska Republikanska Armén och de ville ha ännu större självstyre, så att Irland var en republik utan att brittiska monarken var överhuvud och att alla provinser skulle tillhöra Irland.
Så småningom blev Irländska Republikanska Armen uteslutande en grupp som kämpade för att Nordirland skulle vara en del av Irland och kampen koncentrerades dit. Konfliktens huvudparter brukar kallas republikaner respektive lojalister, och vill vara en del av Irland respektive Storbritannien. Republikanerna kallas så först för att de ville göra Irland till en självständig republik, till skillnad från Storbritannien som en monarki, och fortsättningsvis för att de vill tillhöra republiken. Lojalisterna har fått namnet för att de är lojala med Storbritannien, som Nordirland lyder under, och vill tillhöra Storbritannien eller vara självständiga. Nordirland sammanfaller ungefär med den historiska regionen Ulster, vilket också är vad Nordirland ofta kallas av lojalisterna.
Republikaner och lojalister är också vanligen katoliker respektive protestanter och har legat i konflikt med varandra under en lång tid. Till skillnad från resten av Irland, som i huvudsak är katolskt, så är protestanterna efter majoritet i Nordirland. Den katolska minoriteten har genomgående känt sig diskriminerad. I mitten på 1960-talet intensifierades konflikten på nytt och internt inom Irländska Republikanska Armén, där delar av den menade att de blivit för undfallande.

### Grundande 1969
Provisoriska IRA bildades av Brendan Hughes, Billy McKee och Joe Cahill som förordade en mer våldsam kamp än Officiella IRA. De tre vägrade ta order från Billy McMillen, ledaren för Officiella IRA i Nordirland och bröt kontakten med IRA:s ledning i Dublin. Officiella IRA resonerade så att man skulle organisera människorna utifrån klass och inte utifrån republikanism eller lojalism. Således ansåg de att de inte kunde försvara katolska bostadsområden eftersom de då skulle försvara sig emot andra arbetare. Under Kravallerna i Nordirland 1969 blev meningsskiljaktigheterna tydliga och ledde till splittringen då Falls Road blir vandaliserat. Bland annat Joe Cahill kritiserade Billy McMillen för att inte ha organiserat försvaret då man lyckas försvara katolska kvarter i Derry i vad som kallas Slaget om Bogside just på grund av att IRA-män organiserat försvaret.
Provisoriska IRA bildades då för att kunna försvara katolska bostadsområden. Man hade även som mål att få ett enat och socialistiskt Irland.
Officiella IRA och Provisoriska IRA lyckades också bilda fristaten Free Derry 1969-1972, så att man hade kontroll över stora delar av staden Derry.

### Blodiga söndagen 1972
De katolska minoriteterna ansåg sig diskriminerade eftersom 100 protestanter kunde få två mandat i Parlamentet medan 300 katoliker endast fick ett mandat. Därför arrangerades en marsch för demokratiska rättigheter i Derry 30 januari 1972. Några ungdomar bröt sig ut ur marschen och började kasta sten mot militären som närvarade och det blev ett upplopp. Militären svarade med att skjuta skarpt och 13 civila fick sätta livet till i Derry, varav en medlem i Officiella IRA. Den brittiska militären hävdade i början att han hade varit beväpnad men på foton från en fotograf som närvarande ser man tydligt att han inte hade något vapen. Dagen går under namnet blodiga söndagen.
Innan denna händelse så hade man betraktat militären som någonting neutralt, eftersom de enligt egen utsago var där för att bevara freden mellan protestanter och katoliker. När detta inträffade ändrades uppfattning och medlemsantalet i PIRA chockhöjdes eftersom folk ansåg att de var tvungna att försvara sig själva.
Som svar på denna händelse lanserade PIRA en bombkampanj i Belfast som kom under benämningen blodiga fredagen. Kända medlemmar som deltog i denna aktion är bland andra Mairéad Farrell.

### Den smutsiga protesten och lakanprotesten 1977
De brittiska myndigheterna menade att den paramilitära kampen på Nordirland ej var politisk. Margaret Thatcher sa under denna tid. "Crime is crime is crime". Man förvägrade fångarna deras krigsfångestatus och därmed fick de en status som vanliga fångar. De var tvungna att bära fängelsekläder och fick begränsat umgänge med de andra internerna. Eftersom man förvägrades sina egna kläder och vägrade bära fängelsekläder bar man istället fängelselakan. Det brukar benämnas the blanket protest, lakanprotesten. De misshandlades dagligen av vakterna när de gick ut för att gå på toaletten och de började därför vägra att gå ut från sin cell. De inledde den smutsiga protesten och kletade avföringen och urinen på väggarna för att hindra vakterna från att gå in i cellerna. Den protesten brukar benämnas the dirty protest, den smutsiga protesten.
Dessa protester varade från 1977-1981.

### Warrenpointmassakern 1979
Den 27 augusti 1979 lurade Provisoriska IRA in brittisk militär i ett bakhåll strax utanför den Nordirländska staden Warrenpoint vid Narrow Water Castle, varvid 18 brittiska soldater dödades. Detta är den största förlusten som PIRA tillfogat brittisk militär på en enskild dag.

### Den inledande hungerstrejken 1980
1980 inledde man därför den inledande hungerstrejken. Tio män började samma dag hungerstrejka. Den varade i 50 dagar ända tills man blåste av den då man nått en överenskommelse med de brittiska myndigheterna. Man hade fem krav, "five basic demands".
1. Rätten att bära sina egna kläder;
2. Rätten att inte utföra fängelsearbete;
3. Rätten till fritt umgänge med andra fångar och att organisera utbildning;
4. Rätten till ett besök, ett brev och ett paket per vecka;
5. Fullständig återupprättelse av den frigivningstid som förlorats under protesten.[5]

### Den andra hungerstrejken 1981
Det visade sig efter den inledande hungerstrejken att de brittiska myndigheterna inte alls hade gått med på några krav. Frustrationen var enorm i Mazefängelset där fångarna satt och man beslutade sig för att genomföra en ny hungerstrejk med en annorlunda taktik.
Den här gången skulle hungerstrejkerna inte starta samtidigt, utan man skulle ha intervaller medan när de startade. Skillnaden var även den här gången att man var beredd att dö.
Brendan "Bik" McFarlane blev nominerad till Officer Commanding (OC), den ledande på insidan av fängelset. McFarlane ville inte ta emot posten eftersom han ansåg att han inte kunde ta på sig ansvaret. IRA-ledningen på utsidan valde då att istället nominera Seanna Walsh till posten. McFarlane diskuterade ämnet med Bobby Sands, den förre OC:n och den förste personen som skulle hungerstrejka. Sands sa enligt McFarlane att Walsh var bra, men eftersom han var Sands bäste vän skulle han aldrig klara av att låta honom dö. Således accepterade McFarlane positionen och blev den som förhandlade med britterna under hungerstrejken.
Hungerstrejken avslutades den 3 oktober 1981 då de brittiska myndigheterna återinförde krigsfångestatus. Bobby Sands blev invald i det brittiska parlamentet två dagar innan han dog.

### Erkännandet av Dáil Éireann 1986
Under Sinn Féins kongress Ard Fheis så läggs en proposition om att erkänna det Irländska parlamentet och att ta de platser man får. Åsikterna var många om detta beslut eftersom vissa menade att detta skulle vara ett erkännande av 1921 års delningsavtal, bland dem Ruairi O’Bradaigh. O'Bradaigh menade i sitt tal till kongressen att ett erkännande skulle innebära att man lät Sinn Féins fiender ha rätt. Det skulle vara ett erkännande av att man hade haft fel i 70 år. "Jag säger såhär, vi har inte haft fel i 65 år, vi har inte haft fel under alla dessa 70 år - vi har haft rätt och vi borde fortsätta att ha rätt."
Gerry Adams menade å andra sidan att antagandet av denna motion var nödvändig för att kampen skulle kunna gå vidare. Han hänvisade i sitt tal till att PIRA:s GAC (General Army Convention) redan antagit denna åsikt som las fram i propositionen. Gerry Adams sa att han skulle fortsätta inom Sinn Féin oavsett vad beslutet blev och uppmanade alla att göra detsamma. Han sa även "att lämna Sinn Féin är att lämna kampen".
Förslaget gick igenom och O'Bradaigh ledde en så kallad walkout där flera medlemmar lämnade kongressen i protest. Dessa medlemmar skapade senare Republican Sinn Féin. RFS påstådda militära gren är Continuity IRA, CIRA.

### Bombattentatet i Enniskillen och följderna 1987
Bombattentatet i Enniskillen den 8 november 1987 är Provisoriska IRA mest brutala bombdåd. 12 personer dödades och 63 skadades, alla utom ett offer var civila. Attentatets mål var en militärparad som hölls för brittiska soldater som medverkat i de två världskrigen, men paraden var försenad och undkom därför explosionen. Kritiken mot dådet är massiv från alla håll, inklusive den katolska befolkningen i Nordirland, mycket för det stora antalet civila offer. IRA-ledningen är skakad av kritiken och beslutar att ge ny direktiv till alla enheter för framtida dåd, detta för att minimera antalet civila offer. Dessa direktiv efterföljs under resten av konflikten, dock med ett undantag; bombattentatet på Shankill Road 1993 då 10 dog varav 8 civila. Orsaken till detta har dock förklarats med att bomben exploderade för tidigt. Gerry Adams bad sedan om ursäkt för dådet Enniskillen 1997.

### Vapenvila 1994
Den 31 augusti 1994 inledde PIRA en tillfällig vapenvila. Det fanns en viss skepsis mot detta och det unionistiska DUP:s ledare Ian Paisley fördömde deklarationen eftersom PIRA inte uttryckte någon ånger över de människor organisationen dödat. Andra såg detta som ett första steg mot en permanent fred och vapenvilan berömdes av båda Irlands och Englands premiärministrar. Den 13 oktober samma år så gick även de lojalistiska paramilitära grupperna UDA/UFF, UVF och Red Hand Commandos med på en vapenvila.

### Avslutande av vapenvilan 1996
1996 avslutade PIRA den två år långa vapenvilan genom att bomba en byggnad i utkanten av London. Gerry Adams menade att britterna och unionisterna hade missat en dialog till fred genom att ignorera Sinn Féin även om han ansåg det var tragiskt att bombningen ägde rum.
År 1996 sprängde man en bomb på 1,5 ton mitt i centrala Manchester. En varning före attentatet gjorde att ingen dog, men 200 skadades. De ekonomiska skadorna uppgick till en kostnad av 700 miljoner pund.

### Långfredagsavtalet 1998
1998 gick PIRA med på långfredagsavtalet (Good Friday Agreement), och avslutade med det alla väpnade aktioner. I utbyte mot detta fick alla politiska fångar amnesti och frigavs.
I samband med detta så bildas Real IRA, Verkliga IRA, en utbrytargrupp från organisationen. Eftersom Michael McKevitt tjänstgjorde som kvartersmästare i PIRA och ansvarade för vapnen så tog han med sig mycket av vapnen när han skapade RIRA.

### Avslutande av den väpnade kampen 2005
2005 lade PIRA ner sina vapen efter en tids turbulens. Organisationen började förlora anknytningen och stödet från den katolska befolkningen efter att en trebarnsfar dödats av PIRA-män i ett pubslagsmål.
I ett uttalande släppt den 28 juli 2005, uppläst av Séanna Walsh, menade organisationen att den hade instruerat sina medlemmar att dumpa alla vapen och att inte delta i några "någon aktivitet överhuvudtaget" förutom att hjälpa "utvecklandet av rent politiska och demokratiska program genom uteslutande fredliga medel". Organisationen gav vidare sina representanter auktoritet att omedelbart samarbeta med Independent International Commission on Decommissioning för att på ett trovärdigt sätt demontera sina vapen "på ett sätt som ytterligare kommer att öka folkets tillit och avsluta detta så fort som möjligt".

## Ideologi
PIRA har i sina egna medlemsanvisningar en beskrivning av sin ideologi. De kämpar för ett enat Irland med trettiotvå greveskap och anser att den irländska och den nordirländska staten bör upplösas för att kunna förenas i ett enat och socialistiskt Irland. I sina texter och uttalanden har man dock aldrig gått djupare in i några analyser om socialism, vilket däremot den rivaliserande republikanska paramilitära gruppen Irish National Liberation Army (INLA) gjort.
De har försökt att förhålla sig neutral till de lojalistiska paramilitärerna UDA/UFF och UVF eftersom man anser att den huvudsakliga fienden är den brittiska staten.

### Kopplingar mellan Sinn Fein och PIRA
Sinn Féin har stött den väpnade kampen mot Storbritannien som de anser vara en ockupationsmakt. Partiets ledare har vid ett flertal tillfällen gjort tydliga uttalanden i frågan; till exempel sade Danny Morrison vid partiets Ard Fheis (partikongress) 1981: "Vem här tror verkligen att vi kan vinna kriget genom valurnan? Men har någon här något att invända om vi, med röstsedeln i ena handen och en Armalite [en typ av automatkarbin] i den andra, tar över makten i Irland?"
Många medlemmar i Sinn Féin påstås dessutom ha haft ett förflutet i PIRA, även om många nekar till det. Ett fåtal, bland andra Martin McGuinness, har erkänt att de är före detta PIRA-män då de fått amnesti efter långfredagsavtalet. Gerry Adams förnekar alla anklagelser om att han skulle ha varit ledare för Provisoriska IRA. Många av partiets ledande personer har deltagit på kända PIRA-anhängares begravningar vilket av vissa har setts som bevis för att partiet stödjer organisationen. Ett exempel är då IRA-männen Thomas Begley och Sean Kelly den 23 oktober 1993 utförde bombattentatet på Shankill Road mitt på unionistiska Shankill Road och dödade nio personer. Begley dog också i attacken. Deras mål var dock ett möte mellan ledare för Ulster Freedom Fighters (fristående del av Ulster Defence Association) och Ulster Defence Association. Det hela fick ett politiskt efterspel då Gerry Adams, Sinn Féins ledare, var kistbärare på Thomas Begleys begravning. Gerry Adams ber 1997 om ursäkt för Bombattentatet i Enniskillen; en del anser att det är konstigt att han gör det om han inte var med och beordra det.
Martin McGuinness har officiellt haft kontakt med brittisk underrättelsetjänst och regeringen sedan 1980. Sinn Féin säger att brittiska statsministrar har haft förhandlingar med dem på hög diplomatisk nivå sedan 1970-talet.

## Terrorism
Diskussionerna om PIRA och terrorism är många. Vissa menar att PIRA:s "Mainland Campaign" då man försökte flytta kampen från Nordirland till England var en renodlad terrorkampanj.

### Ett urval av attacker där civila skadats
- PIRA:s hämnd för den blodiga söndagen var vad som kallas blodiga fredagen, då 22 bomber exploderade i Belfast.[23]
- En bombattack på La Mon House hotel den 17 februari 1978 i utkanten av Belfast dödar 12 människor.[24]
- En medlem i kungafamiljen, Lord Mountbatten, mördades av PIRA 1979.[25]
- Bombattentatet i Brighton 1984.
- Bombattentatet i Enniskillen 1988 var IRA blodigaste med 14 döda och över 60 skadade.
- Teebane Cross Road-massakern den 17 januari 1992. En IRA-bomb dödar åtta protestantiska byggnadsarbetare som arbetade på en polisstation.[26]
- Den 23 oktober 1993 utförde IRA-männen Thomas Begley och Sean Kelly Bombattentatet på Shankill Road mitt på unionistiska Shankill Road och dödade nio personer. Begley dog också i attacken. Deras mål var dock ett möte mellan ledaren för Ulster Freedom Fighters (fristående del av Ulster Defence Association) och Ulster Defence Association.[27]

## Organisation
Antalet medlemmar i PIRA uppskattas till ca 10 000 men antalet har varierat kraftigt genom åren och efter vapenvilan 1998 har antalet stadigt minskat. De flesta medlemmar hade i uppgift att försvara katolska bostadsområden. De flesta var aldrig i strid utan hade vapen som de aldrig använde. Efter vapenvilan 1998 inleddes en avväpning. Av medlemmarna var det cirka 300 som utförde bombdåd.
PIRA:s styrka har legat i att majoriteten av deras vapen är egentillverkade vilket gjort dem mycket oberoende.

### IRA Army Council
IRA Army Council, armérådet, har sju medlemmar. Rådet är PIRA:s högsta beslutande organ och dess sammansättning har förändrats under åren.

### Stab
Varje brigad hade en egen "stab" som administrerade det praktiska med träning, vapen och rekrytering.
Stabschefen styrde staben som hade kontakt med de olika grupperna i armén och organiserade den. Stabschefen var högsta chef utanför armérådet. Det fanns underlydande chefer med olika ansvarsområden.
- IRA Quartermaster General
- IRA Director of Finance
- IRA Director of Engineering
- IRA Director of Training
- IRA Director of Intelligence
- IRA Director of Publicity
- IRA Director of Operations
- IRA Director of Security